# Irsai Olivér
Az Irsai Olivér a szőlőfélék (Vitaceae) családjába a bortermő szőlőkhöz (Vitis vinifera) sorolt magyar nemesítésű hibrid csemege- és fehérborszőlő fajta.

## Eredete és elterjedtsége
1930-ban nemesítette Kocsis Pál Magyarországon a Csabagyöngye és a Pozsonyi fehér fajtákból. Később, 1960-ban Bakonyi Károly az Irsai Olivér és a Piros tramini keresztezésével alkotta a Cserszegi fűszeres szőlőfajtát.
Magyarországon nagyobb mennyiségben a Pannonhalma-Sokoróaljai, Balatonboglári, Mátraaljai, Ászár-Neszmélyi borvidékeken termelik. Számos európai országban, kiemelten Szlovákia, Csehország és Ausztria (főként Burgenland) bortermelő területein termesztik, de Japánban, Indiában, Kínában és Ausztráliában is vannak ültetvényei. Kocsis Pál a második világháborút követően nagy mennyiségű vesszőt adott Oroszországnak (akkor Szovjetunió), ahol a mai napig nagy területen termesztik. A fajta jelenleg Magyarország egyik legkedveltebb szőlőfajtája. 1967-ben 340 hektáron termesztették, főként csemegeszőlőnek. 1985-ig 2300 hektárt telepítettek be e fajtával. 2000-ben 1272 hektár Irsai Olivér ültetvény volt nyilvántartásban. Jelenleg 985 hektár felületen termesztik.

## A név eredete
Sok legenda kering a névadásról, többek közt, hogy Irsai Olivér mesebeli figura volt, vagy esetleg száz pengőt fizettek az elnevezésért. Egyik sem igaz, valóságos személy volt Irsai M. Olivér, aki 1930-ban született akár a szőlőfajta. Kocsis Pál barátja, Irsai M. József iránti tiszteletből nevezte el annak fiáról az új hibridet. Tehát nem igaz a sokáig élő feltételezés, hogy Irsai Olivér borkereskedőként fizetett volna egy saját szőlőnévért.

## Jellemzői
Tőkéje erős növekedésű, sima vesszője jól gyökeresedik. Fürtjei közepes nagyságúak kúp alakúak, vállasak és lazák, bogyói kicsik, vékony de szívós héjúak, nehezen rothadnak. Színe szép, aranysárga, pettyezett. Korán érik, augusztus közepétől szüretelik. Íze kitűnő, muskotályos zamatú, de a kicsi bogyók miatt a piacon nem tetszetős.
Bora zöldes-sárgás színű, erősen muskotályos ízű, lágy savakkal; hibája, hogy gyorsan vénül. Ernesto Pauli borlexikona Irsay Oliver néven ismeri és a következő hasonneveket találta: Aranyló; Carola; Karola; Zolotis; Muscat Oliver; Zolotisztuej Rannij; Irsai Olivér Muskotály; Korai Aranyló; Aranyló Korai; Oliver Irsai.